# Forsterina segestrina
Forsterina segestrina là một loài nhện trong họ Desidae.
Loài này thuộc chi Forsterina. Forsterina segestrina được miêu tả năm 1872 bởi Ludwig Carl Christian Koch.